# Serhiy Konovalov
Sergueï Borissovitch Konovalov (en russe : Сергей Борисович Коновалов) ou Serhiï Boryssovytch Konovalov (en ukrainien : Сергій Борисович Коновалов) est un footballeur ukrainien né le 1er mars 1972 à Poltava, en RSS d'Ukraine (Union soviétique).

## Carrière
- 1990-1994 : FC Dnipro Dnipropetrovsk ( Ukraine)
- 1994-1996 : Dynamo Kiev ( Ukraine)
- 1996-1998 : Pohang Steelers ( Corée du Sud)
- 1998-2000 : Dynamo Kiev ( Ukraine)
- 2000-2001 : FC Dnipro Dnipropetrovsk ( Ukraine)
- 2001-2002 : Betar Jérusalem ( Israël)
- 2002-2003 : Arsenal Kiev ( Ukraine)
- 2003-2004 : Borysfen Boryspil ( Ukraine)
- 2004 : Qingdao Jonoon ( Chine)
- 2004-2006 : Arsenal Kiev ( Ukraine)

## Palmarès
- Ligue des champions de l'AFC : 1997
- Coupe de la CEI de football : 1996
- Championnat d'Ukraine de football : 1995, 1996, 1999, 2000
- Coupe d'Ukraine de football : 1996, 1999, 2000